# Coppa Artemio Franchi 1985
La Coppa Artemio Franchi 1985 fu la prima edizione dell'odierna Coppa dei Campioni CONMEBOL-UEFA, che vide contrapposte le rappresentative nazionali vincitrici del campionato d'Europa 1984 e della Copa América 1983, rispettivamente la Francia e l'Uruguay. Ad imporsi fu la Francia, che sconfisse per 2-0 l'Uruguay.

## Le squadre
| Squadre | Qualificazione                          |
| ------- | --------------------------------------- |
| Francia | Vincitrice del campionato d'Europa 1984 |
| Uruguay | Vincitore della Copa América 1983       |

## Tabellino
| Arbitro: | Gnecco |

|                        |           |  |
| Rocheteau 4’ Touré 56’ | Marcatori |  |

| Francia         |    |                        |
|                 |    |                        |
| P               | 1  | Joël Bats              |
| D               | 2  | Michel Bibard          |
| D               | 4  | Yvon Le Roux           |
| D               | 5  | Maxime Bossis          |
| D               | 3  | William Ayache         |
| C               | 6  | Alain Giresse          |
| C               | 7  | Luis Fernández         |
| C               | 10 | Michel Platini         |
| C               | 8  | Thierry Tusseau        |
| A               | 11 | José Touré             |
| A               | 9  | Dominique Rocheteau    |
| A disposizione: |    |                        |
| P               | 16 | Albert Rust            |
| D               | 12 | Jean-François Domergue |
| C               | 13 | Philippe Vercruysse    |
| C               | 14 | Bruno Bellone          |
| A               | 15 | Yannick Stopyra        |
| CT:             |    |                        |
| Henri Michel    |    |                        |

| Uruguay         |    |                   |     |     |
|                 |    |                   |     |     |
| P               | 1  | Rodolfo Rodríguez |     |     |
| D               | 4  | Víctor Diogo      | 20’ |     |
| D               | 2  | Nelson Gutiérrez  | 65’ |     |
| D               | 3  | Darío Pereyra     | 22’ |     |
| D               | 6  | José Batista      |     |     |
| C               | 8  | Jorge Barrios     |     | 77’ |
| C               | 5  | Miguel Bossio     |     |     |
| C               | 10 | Sergio Santín     |     |     |
| C               | 7  | Venancio Ramos    |     |     |
| A               | 9  | Enzo Francescoli  |     |     |
| A               | 11 | Wilmar Cabrera    |     | 77’ |
| A disposizione: |    |                   |     |     |
| P               | 12 | Fernando Álvez    |     |     |
| D               | 13 | Eduardo Acevedo   |     |     |
| D               | 14 | Néstor Montelongo |     |     |
| C               | 15 | Mario Saralegui   |     | 77’ |
| A               | 16 | Gustavo Dalto     |     | 77’ |
| CT:             |    |                   |     |     |
| Omar Borrás     |    |                   |     |     |

| Regole dell'incontro - due tempi regolamentari da 45 minuti ciascuno; - due tempi supplementari da 15 minuti ciascuno in caso di parità; - tiri di rigore in caso di ulteriore parità; inizialmente cinque per squadra, e a oltranza fino a spareggio in caso di ulteriore parità; - numero massimo di 16 giocatori per squadra a referto (11 in campo e 5 come potenziali sostituti); - due sostituzioni permesse. |